# Alf Svensson

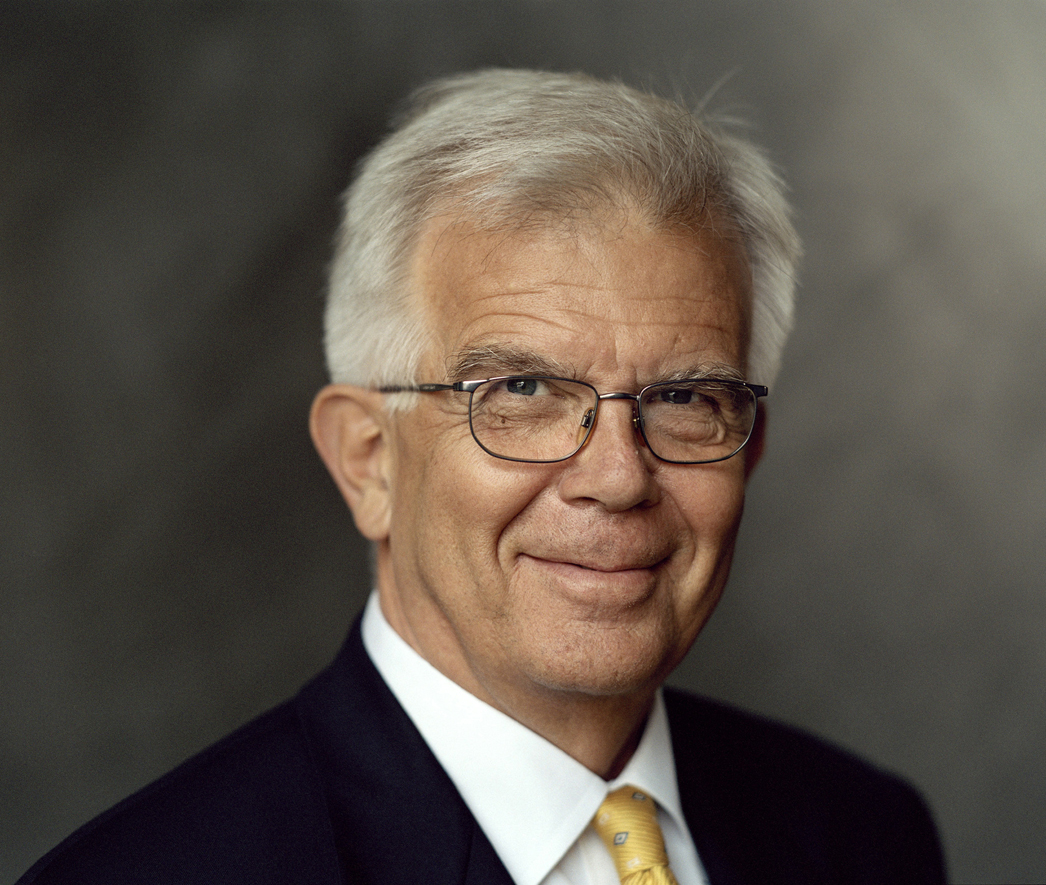
Alf Svensson (2003)

Alf Robert Olof Svensson (* 1. Oktober 1938 in Tidan) ist ein schwedischer Politiker. Er war Parteivorsitzender der schwedischen Christdemokraten und von 2009 bis 2014 Mitglied des Europaparlaments.
Nach einem Magisterstudium in Schwedischer Literatur und Geschichte an der Universität Lund war Svenson zunächst als Wissenschaftlicher Assistent an der Universität tätig. Seit 1970 war er Vorsitzender der christdemokratischen Jugendorganisation und 1973 wurde er zum Vorsitzenden der Christdemokraten gewählt. In der Legislaturperiode 1985/88 konnte er durch einen Platz auf der Liste der Zentrumspartei erstmals in den Reichstag einziehen.
Bei der Reichstagswahl 1991 gelang es den Christdemokraten unter seiner Führung, die Vierprozenthürde zu nehmen und zum ersten Mal aus eigener Kraft in den Reichstag einzuziehen. Gleichzeitig nahmen sie an der bürgerlichen Koalitionsregierung Carl Bildts teil. Svensson bekleidete bis zum Ende der Regierung Bildt im Oktober 1994 das Amt des stellvertretenden Außenministers und übernahm das Ressort für Entwicklungszusammenarbeit und Menschenrechtsfragen.
Von 1993 bis 1999 war Svensson stellvertretender Vorsitzender der Europäischen Volkspartei. 2004 zog sich Svensson vom Parteivorsitz der Kristdemokraterna zurück, zu seinem Nachfolger wurde Göran Hägglund gewählt. Svensson blieb jedoch Reichstagsmitglied und kandidierte bei der Europawahl 2009 auf dem 9. Platz der Liste der Christdemokraten. In der Wahl erhielt er mit 36,5 Prozent der Personenstimmen den größten Stimmenanteil und wurde damit gewählt. Als Europaabgeordneter in der EVP-Fraktion war er stellvertretender Leiter der Delegation für die Beziehungen zu Südafrika, Mitglied des Entwicklungsausschusses und stellvertretendes Mitglied im Ausschuss für auswärtige Angelegenheiten.
Svensson ist verheiratet und hat drei Kinder.